# Bezzia amana
Bezzia amana är en tvåvingeart som beskrevs av Meillon och Wirth 1981. Bezzia amana ingår i släktet Bezzia och familjen svidknott. Inga underarter finns listade i Catalogue of Life.